# Seznam opolských knížat

Znak Opolského knížectví

Opolské knížectví vzniklo v roce 1173, kdy bylo rozděleno Slezské údělné knížectví. Vznikla tři knížectví (Vratislavské, Ratibořské a právě Opolské), Opolsko připadlo Jaroslavu Opolskému. Mezi lety 1202–1282 a 1521–1532 bylo Opolsko sloučeno s Ratibořskem v Opolsko-Ratibořském knížectví. Knížectví zaniklo v roce 1742 výsledky první slezské války, kdy území připadlo Prusku, které je inkorpovalo do svého území.

## Piastovci(1173–1532)
| #   | Jméno                         | Portrét                                              | Narození     | Úmrtí             | Vláda     | Poznámky |
| --- | ----------------------------- | ---------------------------------------------------- | ------------ | ----------------- | --------- | --- |
| 1.  | Jaroslav Opolský              |                                                      | po 1143      | 22. března 1201   | 1173–1201 | Syn Boleslava I., také vratislavský biskup. |
| 2.  | Boleslav I. Vysoký            | Fiktivní portrét Boleslava Vysokého od Jana Matejka  | 1127         | 8. prosince 1201  | 1201      | Po smrti svého syna knížetem opolským. |
| 3.  | Jindřich I. Bradatý           | Fiktivní portrét Jindřicha Bradatého od Jana Matejka | cca 1165/70  | 19. březen 1238   | 1201–1202 | Boleslavův syn. Také vratislavský kníže. Podstoupil Opolské knížectví svému strýci Měškovi I. |
| 4.  | Měšek I. Křivonohý            | Fiktivní podobizna ze 17. století                    | cca 1130     | 16. květen 1211   | 1202–1211 | Bratr Boleslava I. Vysokého. Jako Měšek IV. polský kníže. Také kníže ratibořský. Za jeho vlády došlo ke spojení Opolského a Ratibořského knížectví. |
| 5.  | Kazimír I. Opolský            | Pečeť Kazimíra I.                                    | kolem 1179   | 13. květen 1230   | 1211–1230 | Syn Měška I. Kníže opolsko-ratibořský. |
| 6.  | Měšek II. Otylý               | Pečeť Měška II.                                      | cca 1220     | 22. říjen 1246    | 1230–1246 | Syn Kazimíra I. Kníže opolsko-ratibořský. Spolu s bratrem Vladislavem také kníže kališský a wieluňský. |
| 7.  | Vladislav I. Opolský          | Pečeť Vladislava                                     | cca 1225     | 1281/82           | 1246–1281 | Syn Kazimíra I. Kníže opolsko-ratibořský. Spolu s bratrem Měškem také kníže kališský a wieluňský. Po jeho smrti se Opolsko-Ratibořské knížectví rozpadlo mezi jeho čtyři syny. |
| 8.  | Boleslav I. Opolský           | Náhrobek Boleslava I. a II.                          | kolem 1258   | 14. květen 1313   | 1281–1313 | Syn Vladislava Opolského. Také kníže wieluňský. Mezi lety 1281–1284 spoluvláda s bratrem Kazimírem II. Bytomsko-Kozelským. |
| 8.  | Kazimír II. Bytomsko-Kozelský |                                                      | mezi 1253–57 | 10. březen 1312   | 1281–1284 | Jako spoluvládce Boleslava I. Opolského. Poté se stal knížetem bytomsko-kozelským. |
| 9.  | Boleslav II. Opolský          | Náhrobek Boleslava I. a II.                          | před 1300    | 21. červen 1356   | 1313–1356 | Syn Boleslava I. Opolského. Mezi lety 1313–1323 spoluvláda s bratrem Albertem Střeleckým. |
| 9.  | Albert Střelecký              |                                                      | po 1300      | mezi 1366–1375    | 1313–1323 | Jako spoluvládce Boleslava I. Opolského. Později kníže střelecký. |
| 10. | Vladislav II. Opolský         | Fiktivní portrét Vladislava II. od Jana Matejka      | kolem 1332   | 18. květen 1401   | 1356–1401 | Syn Boleslava II. Spoluvláda s bratry Jindřichem (do 1365) a Boleslavem III. Opolským (do 1370). V roce 1396 vpadlo polské vojsko do Opolska a dosadilo jako knížete syny Boleslava III. Bernarda Falkenberského, Boleslava IV. Opolského a Jana Kropidla (ten však jen formálně, byl duchovní). |
| 10. | Boleslav III. Opolský         | Náhrobek Boleslava III. a jeho ženy Anny             | cca 1337     | 21. říjen 1382    | 1356–1370 | Spoluvládce Vladislava II. Později kníže střelecký. |
| 10. | Jindřich Opolský              |                                                      | 1337/38      | 23. říjen 1365    | 1356–1365 | Spoluvládce Vladislava II. |
| 11. | Boleslav IV. Opolský          |                                                      | 1363/67      | 6. květen 1437    | 1396–1437 | Syn Boleslava III. Opolského. Spoluvláda s bratrem Bernardem Falkenberským do roku 1400. |
| 11. | Bernard Falkenberský          |                                                      | mezi 1374–78 | 2./4. květen 1455 | 1396–1400 | Spoluvládce Boleslava IV. a Vladislava II. Také kníže falkenbersko-střelecký. |
| 12. | Mikuláš I. Opolský            |                                                      | mezi 1422–24 | 3. červenec 1476  | 1437–1476 | Syn Boleslava IV. Spoluvláda s bratrem Janem (do 1439). Také kníže falkenbersko-střelecký a břežský. |
| 12. | Jan I. Opolský                |                                                      | mezi 1410–13 | 5. září 1439      | 1437–1439 | Spoluvládce Mikuláše I. |
| 13. | Jan II. Dobrý                 |                                                      | cca 1460     | 27. březen 1523   | 1476–1523 | Od roku 1521 vládce sjednoceného Opolska (kníže opolský, ratibořský, střelecký, břežský, falkenberský, bytomský a kozelský). Spoluvláda s bratrem Mikulášem II. |
| 13. | Mikuláš II. Opolský           |                                                      |              | 27. červen 1497   | 1476      | Spoluvládce Jana II. Později kníže falkenberský. |

## Hohenzollerni(1532–1549)
| #   | Jméno                                  | Portrét | Narození       | Úmrtí             | Vláda     | Poznámky                                                      |
| --- | -------------------------------------- | ------- | -------------- | ----------------- | --------- | ------------------------------------------------------------- |
| 14. | Jiří Braniborsko-Ansbašský             |         | 4. březen 1484 | 27. prosinec 1543 | 1532–1543 | Také markrabě braniborsko-ansbašský.                          |
| 15. | Jiří Fridrich I. Braniborsko-Ansbašský |         | 5. duben 1539  | 25. duben 1603    | 1543–1549 | Také markrabě braniborsko-ansbašský a braniborsko-kulmbašský. |

## Habsburkové(1549–1551)
| #   | Jméno        | Portrét | Narození        | Úmrtí             | Vláda     | Poznámky                                           |
| --- | ------------ | ------- | --------------- | ----------------- | --------- | -------------------------------------------------- |
| 16. | Ferdinand I. |         | 10. březen 1503 | 25. červenec 1564 | 1549–1551 | Vládce Opolského knížectví z titulu českého krále. |

## Zápolští (1551–1556)
| #   | Jméno                | Portrét | Narození          | Úmrtí           | Vláda     | Poznámky                                                                                  |
| --- | -------------------- | ------- | ----------------- | --------------- | --------- | ----------------------------------------------------------------------------------------- |
| 17. | Jan Zikmund Zápolský |         | 18. červenec 1540 | 14. březen 1571 | 1551–1556 | Knížectví získal jako kompenzaci za ztrátu uherské koruny svého otce Jana Zápolského.     |
| 17. | Isabela Jagellonská  |         | 18. leden 1519    | 15. září 1559   | 1551–1556 | Knížectví získala jako kompenzaci za ztrátu uherské koruny svého manžela Jana Zápolského. |

## Hohenzollerni (1556–1558)
| #   | Jméno                                  | Portrét | Narození      | Úmrtí          | Vláda     | Poznámky                                                                          |
| --- | -------------------------------------- | ------- | ------------- | -------------- | --------- | --------------------------------------------------------------------------------- |
| 18. | Jiří Fridrich I. Braniborsko-Ansbašský |         | 5. duben 1539 | 25. duben 1603 | 1556–1558 | Druhé období vlády. Také markrabě braniborsko-ansbašský a braniborsko-kulmbašský. |

## Habsburkové (1558–1597)
| #   | Jméno         | Portrét | Narození          | Úmrtí             | Vláda     | Poznámky                                           |
| --- | ------------- | ------- | ----------------- | ----------------- | --------- | -------------------------------------------------- |
| 19. | Ferdinand I.  |         | 10. březen 1503   | 25. červenec 1564 | 1558–1564 | Vládce Opolského knížectví z titulu českého krále. |
| 20. | Maxmilián II. |         | 31. červenec 1527 | 12. října 1576    | 1564–1576 | Vládce Opolského knížectví z titulu českého krále. |
| 21. | Rudolf II.    |         | 18. červenec 1552 | 20. leden 1612    | 1576–1597 | Vládce Opolského knížectví z titulu českého krále. |

## Báthoryové(1597–1598)
| #   | Jméno           | Portrét         | Narození | Úmrtí           | Vláda     | Poznámky                                                              |
| --- | --------------- | --------------- | -------- | --------------- | --------- | --------------------------------------------------------------------- |
| 22. | Zikmund Báthory | Zikmund Báthory | 1527     | 27. březen 1613 | 1597–1598 | Vyměnil Sedmihradsko za Opolské knížectví. Knížetem byl jen 8 měsíců. |

## Habsburkové (1598–1622)
| #   | Jméno         | Portrét | Narození          | Úmrtí           | Vláda     | Poznámky |
| --- | ------------- | ------- | ----------------- | --------------- | --------- | --- |
| 23. | Rudolf II.    |         | 18. červenec 1552 | 20. leden 1612  | 1598–1611 | Druhé období vlády. Vládce Opolského knížectví z titulu českého krále.                                        |
| 24. | Matyáš        |         | 24. únor 1557     | 20. březen 1619 | 1611–1619 | Vládce Opolského knížectví z titulu českého krále.                                                            |
| 25. | Ferdinand II. |         | 9. červenec 1578  | 15. únor 1637   | 1619–1622 | Vládce Opolského knížectví z titulu českého krále. V roce 1618 se vzbouřily slezské stavy a Opolsko obsadily. |

## Bethlenovci (1622–1625)
| #   | Jméno         | Portrét        | Narození | Úmrtí             | Vláda     | Poznámky                            |
| --- | ------------- | -------------- | -------- | ----------------- | --------- | ----------------------------------- |
| 26. | Gábor Bethlen | Gábor Bethlen. | 1580     | 15. listopad 1629 | 1622–1625 | Knížectví získal Mikulovským mírem. |

## Habsburkové (1625–1645)
| #   | Jméno          | Portrét | Narození          | Úmrtí         | Vláda     | Poznámky                                           |
| --- | -------------- | ------- | ----------------- | ------------- | --------- | -------------------------------------------------- |
| 27. | Ferdinand II.  |         | 9. červenec 1578  | 15. únor 1637 | 1625–1637 | Vládce Opolského knížectví z titulu českého krále. |
| 28. | Ferdinand III. |         | 13. červenec 1608 | 2. duben 1657 | 1637–1645 | Vládce Opolského knížectví z titulu českého krále. |

## Vasovci(1645–1666)
| #   | Jméno                | Portrét | Narození        | Úmrtí             | Vláda     | Poznámky                                                 |
| --- | -------------------- | ------- | --------------- | ----------------- | --------- | -------------------------------------------------------- |
| 29. | Vladislav IV. Vasa   |         | 9. červen 1595  | 20. květen 1648   | 1645–1648 | Také polským králem.                                     |
| 30. | Karel Ferdinand Vasa |         | 13. říjen 1613  | 9. květen 1655    | 1648–1655 | Také knížetem-biskupem vratislavským a biskupem plockým. |
| 31. | Jan II. Kazimír Vasa |         | 22. březen 1609 | 16. prosinec 1672 | 1655–1666 | Také polským králem.                                     |

## Habsburkové (1666–1742)
| #   | Jméno         | Portrét | Narození          | Úmrtí              | Vláda     | Poznámky                                                                                    |
| --- | ------------- | ------- | ----------------- | ------------------ | --------- | ------------------------------------------------------------------------------------------- |
| 32. | Leopold I.    |         | 9. červenec 1640  | 5. květen 1705     | 1666–1705 | Vládce Opolského knížectví z titulu českého krále.                                          |
| 33. | Josef I.      |         | 26. červenec 1678 | 17. duben 1711     | 1705–1711 | Vládce Opolského knížectví z titulu českého krále.                                          |
| 34. | Karel VI.     |         | 1. října 1685     | 20. října 1740     | 1711–1740 | Vládce Opolského knížectví z titulu českého krále.                                          |
| 35. | Marie Terezie |         | 13. května 1717   | 29. listopadu 1780 | 1740–1742 | Vládce Opolského knížectví z titulu českého krále. Ztratila Opolsko za první slezské války. |